# Arthur the King
Arthur the King (conocida como Arthur: Una amistad sin  límites en Hispanoamérica y Arthur en España) es una película de aventuras y drama estadounidense de 2024 dirigida por Simon Cellan Jones, escrita por Michael Brandt y protagonizada por Mark Wahlberg, Simu Liu y Juliet Rylance. Está basado en el libro de no ficción titulado Arthur: The Dog Who Crossed the Jungle to Find a Home (2016) de Mikael Lindnord. En la película, el capitán de un equipo de carreras de aventuras se hace amigo de un perro callejero herido llamado Arthur, quien acompaña al equipo en una agotadora carrera de resistencia de 700 kilómetros (435 millas) a través de República Dominicana.
La película se anunció en 2019 como un lanzamiento de Paramount Players. Se mudó a Lionsgate en junio de 2020 y el rodaje comenzó en República Dominicana en enero de 2021. Aunque el origen de la gran historia de Arthur, es originaria de las selvas ecuatorianas. Ahí fue encontrado este valiente perro fiel, que nunca los abandonó. Lionsgate estrenó la película el 22 de marzo de 2024.

## Argumento
En 2015, en Costa Rica, el corredor estadounidense Michael Light y su equipo de carreras de aventura se quedan atrapados el primer día después de tomar la mala decisión de navegar en kayak contra la corriente. Leo, uno de los miembros del equipo, está indignado porque Michael no tuvo en cuenta sus opiniones.
En 2018, después de un lapso de tres años en su carrera, Michael vive en Colorado Springs y no está satisfecho consigo mismo. Casado con Helen, que había estado en el equipo de 2015, y trabajando para la inmobiliaria de su padre Charlie, quiere sentirse realizado. Al ver la publicación viral en Instagram de ese fracaso, su decimonoveno intento de ganar la carrera internacional, Helen lo anima a formar un equipo y buscar un patrocinador.
Así, Michael decide competir una vez más con la esperanza de ganar una carrera por fin. Elige a dos de sus compañeros de equipo: Olivia, una escaladora cuyo padre hizo carrera en la misma disciplina; y el corredor mayor Chik, que había sido descartado de un equipo australiano multi-ganador debido a una lesión de rodilla cuya recuperación es incierta. Sin embargo, su patrocinador Broadrail ofrece la mitad del dinero que pide e impone al cuarto miembro del equipo, Leo. Es el miembro original del equipo de Michael, y ahora una celebridad de las redes sociales, con quien no ha hablado desde la humillante publicación viral. Contra su propia voluntad, Light acepta.
Al encontrar a Leo en California, quien se encuentra en una sesión de fotos promocional para su nueva línea de ropa, Michael se ve obligado a admitir que su egocentrismo les costó la carrera de 2015. Promete escuchar al equipo esta vez.
El equipo vuela desde Estados Unidos hasta República Dominicana con solo cuatro días para aclimatarse y entrenarse para la carrera de cinco días, ya que su patrocinador no invertiría más en ellos. 54 equipos de 30 países compiten entre sí y la ruta pasa principalmente por terreno selvático y montañoso. Cada equipo elige su propia ruta hacia cada punto de control y Chik es su guía. La ruta de más de 400 millas incluye trekking, escalada, ciclismo y kayak.
Justo antes de que comience la carrera, Olivia confiesa que está allí para ayudar a su padre, ya que le queda poco tiempo debido al cáncer de páncreas. Así que ella, Chik y Michael se apuntan, ya que ninguno cree que lo vuelva a intentar. La primera etapa de la carrera es a pie. Mientras descansan y reponen fuerzas en el primer campamento de transición, Michael le da albóndigas a un perro callejero. Durante las etapas 2 y 3, una sección todoterreno de casi 320 kilómetros, escalan rocas con sus bicicletas atadas a la espalda.
Luego, al encontrar cables para tirolina, deciden utilizarlos, atando nuevamente sus bicicletas a ellos. Chik y Leo lo logran sin problemas. Sin embargo, la polea de Olivia se atasca en un cable desgastado, por lo que Michael realiza una maniobra complicada que los salva a ambos. En el área de transición 6, el punto medio, el equipo descansa 35 minutos en lugar de la hora asignada.
Ahora, de noche, en plena jungla, deben enfrentarse a una fuerte lluvia. Leo empieza a filmarlos con su teléfono y, cuando Michael ve que podría volver a usarlo contra ellos, lo tira. Se desata una discusión entre ellos: Michael revela que sabía que la rodilla de Chik no estaba al 100% y Leo que no cree que puedan ganar. El perro los interrumpe, ladrando, y luego salva a Leo y al equipo de caerse de un acantilado, por lo que todos lo adoptan como uno de ellos y lo llaman Arthur, el Rey.
Para la última parte de la competición, y siendo líderes de la carrera, tienen que dejar a Arthur en la orilla para navegar en kayak por el mar. Pero, al ver que el perro está a punto de ahogarse mientras los siguen, regresan y lo salvan. El equipo se retrasa y pierde la carrera, llegando en segundo lugar.
Arthur se desmaya al llegar y un veterinario descubre que está gravemente infectado por parásitos, por lo que le aconseja sacrificarlo para evitar que sufra más, a lo que Michael se niega. El consigue llevarlo a Estados Unidos, donde el perro es salvado.
Una última escena, 18 meses después, los muestra corriendo juntos por una cresta.

## Reparto
- Mark Wahlberg como Michael Light[n. 1][2]
- Simu Liu como Leo[3]
- Juliet Rylance como Helena Light[n. 2]
- Nathalie Emmanuel[3] como Olivia
- Alí Sulimán[4] como William “Chik” Chikerotis
- Rob Collins[4] como Decker Swanson
- Miguel Landas[3]
- Bear Grylls como él mismo
- Pablo Guilfoyle como Charlie Light

## Producción
Baltasar Kormákur inicialmente iba a dirigir la película, pero abandonó debido a conflictos de agenda.
El casting de Mark Wahlberg se anunció en julio de 2019. En diciembre de 2020, se anunció que Simu Liu, Ali Suliman y Rob Collins serían elegidos para la película y que Simon Cellan Jones reemplazaría a Kormákur.
Inicialmente, Paramount Players se incorporó como distribuidor, pero dejó la película por razones desconocidas y fue reemplazado por Lionsgate en junio de 2020. Estaba previsto que el rodaje comenzara en Puerto Rico ese otoño. Ese diciembre, se informó que Lionsgate también había abandonado la película.
En cambio, el rodaje comenzó en enero de 2021, en República Dominicana. En noviembre de 2023, Lionsgate se reincorporó como distribuidor y fijó una fecha de estrenó para el 22 de marzo de 2024.

## Recepción

### Taquilla
En Estados Unidos y Canadá, Arthur the King se estrenó junto a The American Society of Magical Negroes y la amplia expansión de Love Lies Bleeding, y se preveía que recaudaría entre 8 y 10 millones de dólares en 3.003 salas en su fin de semana de estreno. La película ganó 3 millones de dólares en su primer día, incluidos 825.000 dólares de los preestrenos del jueves por la noche. Su estreno fue de 7,5 millones de dólares, quedando tercera en la taquilla.

### Crítica
En la página web de crítica Rotten Tomatoes, el 65% de las 57 críticas son positivas, con una puntuación media de 5,9/10. El consenso de la página web es el siguiente: "Es difícil negar la capacidad de Arthur the King para tocar la fibra sensible, aunque podría haber sido más eficaz si hubiera adoptado un enfoque más sutil".
Metacritic, que utiliza una media ponderada, asignó a la película una puntuación de 54 sobre 100, basada en 18 críticas, lo que indica críticas "mixtas o medias". El público encuestado por CinemaScore otorgó a la película una nota media de "A" en una escala de A+ a F, mientras que los encuestados por PostTrak le dieron 4,5 de 5 estrellas, con un 75% que dijo que definitivamente recomendaría la película.

### Recepción de los ecuatorianos
Aunque la historia narrada en los libros y en la realidad transcurre en Ecuador, la película se ambientó y rodó en la República Dominicana. De acuerdo con el portal GearJunkie, esto ha ocasionado consternación y decepción de la gran mayoría de ecuatorianos, que consideran que no  se hace un reconocimiento a la verdadera historia , a pesar de que el perro había salido de Ecuador.